# 令狐冲
令狐是金庸武俠小說《笑傲江湖》的男主角，華山派大弟子，性格不覊愛自由、口不擇言（例如「一見尼姑、逢賭必輸」），重視情義被正派視為不分正邪。一生最大遺憾是與情同父子的師父兼養父岳不群反目，並親眼目睹初戀兼小師妹岳靈珊死在她所愛的丈夫之手。經歷諸多冤屈後練成高強武功，並破格被傳位恆山派掌門，但選擇與愛人任盈盈絕跡江湖雙雙隱居，為金庸小說中武功絕頂的高手之一。
在後來的金庸小說之中，澄觀和尚作為於後世回看便有這麼一番感慨道：「古人說道，武功到於絕指，那便羚羊掛角，無跡可尋。聽說前朝有位獨孤求敗大俠，又有位令狐冲大俠，以無招勝有招，當世無敵，難道……難道……」，可見令狐冲已將「獨狐九劍」等武學練至「無招勝有招」的水平。

## 生平
令狐冲自小無父無母，由華山派掌門「君子劍」岳不羣和其妻宁中则收為弟子，扶養授武，情同親生父母。
在衡山上，令狐冲為遭嵩山派滅門的劉正風及曲洋挺身而出抵擋費彬，在二人死前獲授「笑傲江湖」樂譜。
令狐冲身為華山派大师兄，原本和青梅竹馬的小师妹——岳不羣和宁中则獨女岳灵珊兩情相悅，但后来因種種變故，岳灵珊轉而爱上了林平之。
令狐冲在思過崖上山洞中發現魔教十長老破解五嶽劍派劍法的招式及華山派劍宗的劍法，並得到太師叔風清揚傳授「劍魔」獨孤求敗的絕學「獨孤九劍」，在練劍期間跟風清揚情同祖孫，此後劍法大進，但也因為風清揚交代不可說出他的下落，被岳不羣懷疑他武藝精進的原因是私吞林家家傳寶物——《辟邪劍譜》，自此對令狐冲生出嫌隙。
令狐冲在身受劍宗高手成不憂掌擊內傷、內力全失的情況下，最後卻能靠獨孤九劍擊敗另一位劍宗高手封不平，被旁人戲稱：「劍宗的師叔內力高，氣宗的徒兒劍法高，這不是倒過來玩了嗎？」接著更以獨孤九劍一劍刺盲十五個由左冷禪派來的蒙面高手。
之後令狐冲在洛陽與日月神教（武林正派人士稱之為「魔教」）綠竹翁及圣姑任盈盈相遇。令狐冲初時道盈盈為年高德劭的婆婆，而盈盈除傳授琴藝，亦常細心聆聽令狐冲傾訴心聲，不期然愛上令狐冲。
日月神教教眾與江湖豪傑為討好盈盈，沿路迎接令狐冲並設法醫治令狐冲內傷，最后聚於五霸崗。令狐冲廣交各路好友，包括祖千秋、老頭子、藍鳳凰、計無施等人。
而後令狐冲發現了盈盈是個秀麗絕倫的少女，他也知道任盈盈对他有爱慕之意，可惜他心里依然深爱他的小师妹。由於令狐冲內傷傷重昏迷，任盈盈遂背負令狐冲前往少林寺，願以自己性命交換少林方丈傳授令狐冲少林寺絕世神功《易筋經》以救治令狐冲的性命。
令狐冲於少林寺清醒後得知因結交華山派的對頭而被逐出師門，卻又不願改派投入少林寺並拒絕修習《易筋經》。出寺後於路途撞見遭到圍攻之日月神教「天王老子」向問天，令狐冲助其打退各路好手，兩人義結金蘭。向問天帶著令狐冲前赴梅莊，利用令狐冲與囚禁於西湖底的任我行掉包。令狐冲受困西湖底地牢，无意中習得了任我行刻在地牢内的「吸星大法」，在治好內傷之餘亦内力大进。
令狐冲經莫大得知盈盈為救自己而被拘禁於少林寺中，率同日月神教部屬前去相救，不料發現遭人暗算的恆山派掌門定閒師太。令狐冲不得已，答應性命垂危的定閒師太接掌恆山派；其後令狐冲與群豪發現中计被围困在少林寺，幸而发现秘道逃脱。令狐冲又偷偷潜回少林寺，在寺中遇上任我行、向問天及盈盈，與他們一道對方证大师等正派高手比武赌斗。岳不羣以冲灵剑法（令狐冲和岳灵珊共同创立的剑法）引诱令狐冲，并暗示会让岳灵珊嫁给他，要他假装败给自己。令狐冲想到任盈盈对自己情深意重，不忍让三人留在少林寺，在思考如何善后的時无意中擊敗岳不羣。
令狐冲心裡依然深爱其师妹，不过他对任盈盈的情深意重感到感动，因此决定和任盈盈一起到老。任盈盈心思缜密，但她选择繼續留在令狐冲身边。
令狐冲接任恆山派掌門後，與任盈盈、向問天和任我行前去黑木崖頂重奪日月神教教主之位，不料令狐冲、向問天和任我行當世三大高手合攻東方不敗卻無法取勝，最後由盈盈劫持東方不敗情人楊蓮亭，使东方不败分心而被殺。隨後任我行欲把盈盈嫁給令狐冲，同時以不教授令狐冲学习化解吸星大法后遗症要脅，要令狐冲加入日月神教。令狐冲看到任我行和東方不敗沒差別，不願入教，遂與盈盈再次分離。
令狐冲以恆山派掌門身分前往嵩山併派儀式中，與盈盈重逢。但發現前師傅岳不羣以辟邪劍法刺盲左冷禪搶奪五嶽派掌門，对其感到恐惧。
后来，岳灵珊和林平之一起去找青城派的掌门余沧海和塞北明驼木高峰报仇，报仇的过程中林平之被弄瞎双眼，令狐冲与任盈盈沿途保护。令狐冲对任盈盈的大方感到欣赏，并从对她的心意感动到有好感，不觉中爱上她。
岳靈珊和寧中則死后，令狐冲渐渐发觉恩師的為人非常不堪，更發現岳不羣是殺害定閒師太的真兇，对其为人感到失望。
在岳不羣所設計的華山思過崖山洞五嶽劍派聚會中，令狐冲以獨孤九劍殺死左冷禪及將林平之打成廢人，出山洞後遭岳不羣擒住，後得儀琳及時相救。
此時任我行率領教眾前赴華山頂消滅五嶽劍派，但暫時放過恆山派，再次命令狐冲加入日月神教，任我行宣誓一個月後消滅恆山派為要脅，令狐冲不願，與群豪飲酒後道別。
一個月後，日月神教上得恆山，不過此時教主為盈盈，原來任我行因无法压制吸星大法吸来的真气而暴毙。令狐冲與任盈盈和平解決正派與神教之爭後，亦互贈文定之禮。三年後，盈盈服喪期滿與令狐冲成婚。方證大師放下門戶之見，假托風清揚名義傳授令狐冲《易筋經》，徹底化解了吸星大法的后遗症。
最後，任盈盈在華山上跟令狐冲說：「想不到我任盈盈竟跟你這隻大馬猴扣在一起。」自此封劍隱居，笑傲江湖去也。
金庸在後記說，令狐冲追求自由的人，他爱小师妹、爱任盈盈都不自由，最後還是落到愛情的枷鎖內，或許在儀琳單相思中，他才真正自由。

## 身份
- 令狐冲登場時25岁，為華山派大弟子，後來被岳不羣逐出師門。
- 令狐冲於少林寺遇到被岳不羣暗算的恆山派掌門定閒師太，臨危受命任恆山派掌門。由於在思過崖曾透過魔教十長老刻下的圖案，知悉五嶽劍派失傳劍招，故亦傳授恆山派弟子失傳的恆山劍招。最後傳掌門之位給儀清。

## 武功
令狐冲初時為華山派岳不群的首徒，熟習華山劍法，也曾與小師妹岳靈珊自創「冲靈劍法」。而後在思過崖上意外進入一洞穴中，見到了魔教十長老拆解五嶽各派劍法的絕招，在數月的鑽研之下習得了五嶽各派劍法以及破解的方式。不久令狐冲遇上了劍宗太師叔風清揚，得蒙傳承「劍魔」獨孤求敗的絕學獨孤九劍，其劍法造詣之高，實無多少人能作為他的對手。
不過令狐冲在受傷之際曾被桃谷六仙灌以六道真氣治療，之後又被不戒和尚灌以兩道真氣，體內真氣之混亂，連「殺人名醫」平一指也束手無策。然而其在梅莊的地牢中習得了任我行所留的吸星大法之秘訣，體內真氣盡歸己身所有。不過當吸星大法吸去別人武功時往往會產生併發症，之後狀況越發嚴重。當令狐冲身體不適之際，少林方丈方證大師在轉達風清揚的口信時假托其名義代傳一篇內功口訣，令狐冲在習得之後情況逐漸好轉，最後在盈盈的告知下才知道自己習得的其實是少林派內功秘笈《易筋經》，並晉身當世絕頂高手之一。
華山劍法
由岳不羣夫婦所授，華山派入門劍法。
吸星大法
將別人的內力吸收，將這些別人的內力化成自己體內的內力，將内力散入經脈，或將真氣排出，如散入經穴，再滙而為一，那便多一分強一分。
易筋經
少林鎮寺之寶、達摩祖師至高無上絕學之一，與另一少林神功洗髓經齊名，為金庸武俠世界裡最厲害的内功心法之一。能调理内息，融會貫通；平時修練可強筋健骨、改善體質，戰時發勁內力生生不息、愈戰愈勇。
獨孤九劍
劍法分做九大部分：總訣式、破劍式、破刀式、破槍式、破鞭式、破索式、破掌式、破箭式、破氣式，分別是依據不同兵器而生的對招方式，而就其本質來說，則可理解為「與九種不同兵器對陣時，所採用的攻防觀念」。其中最需要注意的，是使用掌法或其它拳腳功夫的對手，原因是這一類的對手不用兵刃，自然在拳腳與內力上有高超之處，而且武學修為也已到一境界，有無兵器已相差不多。

## 感情
從小令狐冲便與小師妹岳靈珊一同練劍、一同玩耍，是標準的青梅竹馬。長大後令狐冲暗戀著岳靈珊，不料在林平之拜入華山派門下後，身在思過崖的令狐冲卻發現岳靈珊與林平之越來越親近；在不小心彈走岳靈珊的愛劍後，更感到失落。在被逐出師門後，令狐冲也發覺到自己與岳靈珊漸行漸遠，十分悲傷，心灰意冷，寧願尋死。直到岳靈珊死後，令狐冲坦言岳靈珊自幼崇拜父親岳不群，所喜歡的男子類型應該也與之相近，所以比起放蕩不羈的自己，文質彬彬的林平之更得她心。
後來令狐冲對秀麗絕倫的任盈盈產生好感，敢在她面前「言語不規矩」的親密感覺，任盈盈還願意背著受傷的令狐冲到少林寺療傷救命，讓令狐冲深受感動而漸漸愛上她，雖然令狐冲仍會思念死去的小師妹岳靈珊，但也不致於辜負任盈盈的感情。在盈盈服喪三年後，兩人順利成婚、封劍退隱。
另外，恆山派女尼儀琳始終暗戀著令狐冲，雖然儀琳父母都曾分別向令狐冲逼婚，但是令狐冲始終不答應，儀琳也不願傷害心上人，兩人始終保持良好的兄妹情誼。

## 性格
令狐冲生性放蕩不羈、不拘小節，但極重大原則，也相當重義氣，天生俠義心腸。
喜歡亂開玩笑，但不會對不適合的對象過度隨意，也很注重輩分，對長輩通常不會失去禮數。
自幼便嗜酒如命，亦愛廣交五湖四海朋友，無論正邪，值得交往的都願意和他當朋友，與師父「君子劍」岳不羣大為不同。
忠於門派出身，如少林的方證大師願收他為俗家弟子，授以易筋經，但因不願改投門派而拒絕，帶傷離開。
鍾情岳靈珊，不容他人傷害這位小師妹，曾因岳靈珊被輕薄而連殺九人，在岳靈珊死前答應照顧出手殺她的林平之，最終廢了林平之的武功並關在梅莊地牢，永遠不見天日。

## 冲靈劍法
冲是「令狐冲」，靈是「岳靈珊」，是二人在華山玉女峰旁自創的劍法。
令狐冲的天份比師妹高得多，不論做甚麼事都喜不拘成法，別創新意，這路劍法雖說是二人共創，十之八九卻是令狐冲想出來的。當時二人武功造詣尚淺，這路劍法中也並沒甚麼厲害的招式，只是二人常在無人處拆解，練得卻十分純熟。雖然是二人私下鬧着玩的劍法，臨敵時沒半點用處，但隱含二人少年初戀的情懷及雙方許下終生不渝的承諾。
在第三十三回 「比劍」，令狐冲與岳靈珊在嵩山五嶽劍派大會比武時用到「冲靈劍法」的招式名稱：「青梅如豆」、「柳葉似眉」、「霧中初見」、「雨後乍逢」及「同生共死」。
「青梅如豆」、「柳葉似眉」二式招名是出自於宋代歐陽修的《阮郎归·南园春半踏青时》：「南園春半踏青時，風和聞馬嘶。青梅如豆柳如眉，日長蝴蝶飛。」

## 影视形象

### 电视剧
- 1984 周润发 香港无线电视剧《笑傲江湖 (1984年电视剧)》
- 1985 梁家仁 台湾台视电视剧《笑傲江湖 (1985年电视剧)》
- 1996 吕颂贤 香港无线电视剧《笑傲江湖 (1996年电视剧)》
- 2000 任贤齐 台湾中视电视剧《笑傲江湖 (2000年臺灣电视剧)》
- 2000 马景涛 新加坡电视剧《笑傲江湖 (2000年新加坡電視劇)》
- 2001 李亚鹏 中國电视剧《笑傲江湖 (2001年电视剧)》
- 2013 霍建华 中國电视剧《笑傲江湖 (2013年电视剧)》
- 2018 丁冠森 中國电视剧《新笑傲江湖》

### 电影
- 1978 汪禹 香港电影《笑傲江湖 (1978年电影)》
- 1990 许冠杰 香港电影《笑傲江湖 (1990年电影)》
- 1992 李连杰 香港电影《笑傲江湖II東方不敗》

### 金庸对令狐冲影视形象的点评
金庸曾在李亚鹏版《笑傲江湖》电视剧的庆播会上說過一句話：「在我看來，所有扮演令狐冲的演員中，李连杰的形象和氣質最像令狐冲，李連杰第一，李亚鹏第二。」

## 註
1. ↑  名字「冲」（冫部）意思為虛，不同於「沖」（水部），相對於任盈盈名字中的「盈」

| 前任： 定閒師太 | 恆山派掌門 | 繼任： 儀清 |